# 正親町三条実望
正親町三条 実望（おおぎまちさんじょう さねもち）は、室町時代の公卿。正親町三条家12代。官位は正二位・内大臣。初名は実統（さねすべ）。号は後慈光院（ごじこういん）。

## 経歴
文明11年（1479年）に叙爵。以降累進して、右近衛少将・右近衛権中将、蔵人頭を経て、延徳3年（1491年）には参議となり、公卿に列する。権中納言を経て、永正4年（1507年）に権大納言となる。将軍足利義澄の側近的な存在で相伴衆に任じられただけでなく、義澄と朝廷や管領細川政元との調停を行ったり、義澄のために奉書を作成したり、さらに子の足利義晴を託されるほどであった。だが、永正の錯乱で義澄が将軍の地位を追われると、実望も身の危険を感じて一時妻の実家である駿河国の今川家を頼っている。今川家では駿河山西の稲葉荘を賄領として与えられており、実望の死後は領主不在となり、今川家が甲斐武田氏と和睦・婚姻同盟を結んだ際に仲介した甲斐河内領の国衆である穴山信友に与えられている。
その後、永正12年（1515年）内大臣に任じられるもすぐに辞した。大永3年（1523年）に61歳で出家。法名は盛空（じょうくう）。
墓所は静岡市葵区羽鳥の龍津寺。

## 系譜
- 父：正親町三条公治
- 母：不詳
- 妻：今川義忠の娘
  - 男子：正親町三条公兄（1494年 - 1578年）
- 生母不詳
  - 女子：西園寺実宣室

## 参考資料
- 黒田基樹・編著『今川氏親 シリーズ・中世関東武士の研究』（戎光祥出版、2019年）